# Kupol Moskovskij
Kupol Moskovskij är en bergstopp i Antarktis. Den ligger i Östantarktis. Norge gör anspråk på området. Toppen på Kupol Moskovskij är 39 meter över havet.
Terrängen runt Kupol Moskovskij är mycket platt. Trakten är obefolkad. Det finns inga samhällen i närheten.